# 백주의 결투
백주의 결투(Duel In The Sun)는 미국에서 제작된 킹 비도어 감독의 1946년 서부, 드라마 영화이다. 제니퍼 존스 등이 주연으로 출연하였고 데이비드 O. 셀즈닉 등이 제작에 참여하였다.

## 줄거리
한 메스티소 여성의 이야기다.

## 출연

### 주연
- 제니퍼 존스
- 조지프 코튼
- 그레고리 펙
- 라이어널 배리모어
- 허버트 마셜
- 릴리언 기시
- 월터 휴스턴
- 찰스 빅퍼드

### 조연
- 해리 캐리
- 존 테츨
- 버터플라이 맥퀸
- 아토 크루거
- 시드니 블래크머

## 제작진
- 조감독: 아토 브라워
- 조감독: B. 리브스 이슨
- 미술: J. 맥밀런 존슨
- 미술: 제임스 바세이비
- 특수효과: 클래런스 슬라이퍼
- 의상: 월터 플렁킷